# Сибуй
Сибуй (яп. 渋い) (прилагательное) или сибуми (яп. 渋み) (существительное) — японский термин для эстетики простой и ненавязчивой красоты; впервые появился в период Муромати. Ассоциируется с терпким, вязким вкусом, подобным хурме — в противовес сладкому, приторному. Понятие «сибуй» применимо и к людям — характеризует глубину, простоту, внутреннюю силу, в отличие от красивости, прилизанности, приукрашенности, вычурности. Сибуми — это первородное несовершенство и разумная сдержанность.